# Michael von Melas

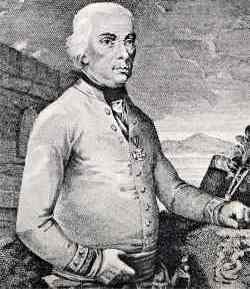
Michael von Melas

Michael Friedrich Benedikt Freiherr von Melas (* 12. Mai 1729 in Radeln, Siebenbürgen; † 31. Mai 1806 in Elbeteinitz, Böhmen) war ein österreichischer General.

## Wirken
Von Melas trat 1746 als Kadett in ein Infanterieregiment ein, nahm als Adjutant des Feldmarschalls Daun am Siebenjährigen Krieg teil, wurde 1781 Oberst und Kommandeur des Kürassierregiments Trauttmansdorff (ab 1798 Kürassier-Regiment Nr. 7 „Lothringen“), das er im Türkenkrieg von 1788/89 kommandierte. Im September 1788 deckten seine Truppen den Rückzug von Lugosch nach Karansebesch, am 16. Juni 1789 erfolgte seine Rangerhöhung zum Generalmajor. Er befehligte 1793 gegen die französische Revolutionsarmeen in den Österreichischen Niederlanden an der Sambre eine Brigade im Korps des Generals Blankenstein und stieg 1794 zum Feldmarschallleutnant auf. Seine Truppen besetzten im September 1794 Oberkail und Spangen, siegten im Gefecht bei Kaiserslautern und besetzten bei Blankenheim starke Abwehrstellungen. Er wies am 1. Dezember 1794 einen Angriff des General Kléber auf Trier bei Zahlbach erfolgreich zurück und konnte 1795 den Entsatz von Mainz erreichen. Danach nahm er an der Eroberung von Mannheim teil und wirkte mit seinen Truppen an der Sicherung des linken Rheinufers von der Nahe bis Speyerbach mit. Melas kam im Mai 1796 nach Italien, wo er unter Feldzeugmeister Beaulieus vergeblich am Entsatz der Festung Mantua mitwirkte. Er übernahm nach der Schlacht von Borghetto und nach Abberufung Beaulieus (Mitte Juni) und bis zur Ankunft Wurmsers das Kommando über die österreichische Reservearmee in Südtirol und wurde 1798 zum Kommandierenden General in Venetien bestellt.
Am 3. Februar 1799 wurde er zum General der Kavallerie befördert und  zum Oberbefehlshaber der österreichischen Truppen in Italien bestimmt. Nach der Ankunft der russischen Truppen in der Lombardei wurde er dem Befehl des Generalissimus Alexander Suworow unterstellt. Die vereinigten österreichischen und russischen Truppen forcierten auf fast 100 Kilometer Front erfolgreich gegen die französischen Truppen unter Moreau an der Adda und siegten am 27. April in der Schlacht bei Cassano. Nach der Rückeroberung von Mailand schlugen die Verbündeten die aus Neapel heranrückende französische Armee unter General Macdonald in der dreitägigen Schlacht an der Trebbia (Juni 1799). Für seinen Einsatz in der Schlacht bei Novi (15. August 1799) erhielt Melas das Kommandeurkreuz des Maria-Theresien-Ordens und die Erhebung in den Freiherrnstand. Nachdem Suworow gegen Masséna in die Schweiz abgezogen war, schlug er am 4. November an der Spitze von etwa 35.000 Österreichern, Jean-Étienne Championnet in der Schlacht bei Genola (nahe Fossano) und bemächtigte sich Anfang Dezember der Festung Cuneo.
Im Frühjahr 1800 drang er  zum Var vor, er ließ Feldmarschallleutnant Ott mit einem rund 30.000 Mann zählenden Belagerungskorps vor Genua zurück und rückte am 11. Mai 1800 in Nizza ein. Melas erreichte bis Anfang Juni die Übergabe der französischen Garnison in Genua und rüstete sich bereits zum tieferen Einfall in die Provence, als eine neu aufgestellte französische Armee unter Bonaparte in seinem Rücken über den St. Bernhard-Paß vordrang und die kaiserlichen Nachschubverbindungen abschnitt. Die Österreicher versuchten am 14. Juni bei Marengo nach Osten durchzubrechen. Melas errang zuerst den Sieg, verließ aber zu früh das Schlachtfeld, worauf sich der anfängliche Sieg in eine völlige Niederlage verwandelte. Er schloss darauf mit Bonaparte die Konvention von Alessandria, wonach er Italien räumen und sich hinter den Mincio zurückziehen musste. Bald darauf wurde er Kommandierender General in Böhmen, zog sich 1803 in den Ruhestand zurück und starb am 31. Mai 1806 in Elbeteinitz.